# مشرطة الفروع
مشرَّطة الفروع (الاسم العلمي:†Taeniocrada) هي جنس منقرضة من النباتات الخضراء من العصر الديفوني ( 420 إلى 360 مليون سنة ) تتبع فصيلة شريطية الفروع من رتبة شريطيات الفروع. كان هذا النبات متفرعًا وكان يتكاثر بواسطة الأبواغ فقد وجدت حفريات للأكياس التي كان يحتويها. ويعتقد أن بعض الأنواع المخصصة لهذا الجنس كانت مائية.